# Austrocerca tasmanica
Austrocerca tasmanica är en bäcksländeart som först beskrevs av Tillyard 1924.  Austrocerca tasmanica ingår i släktet Austrocerca och familjen Notonemouridae. Inga underarter finns listade i Catalogue of Life.